# Erythroecia euposis
Erythroecia euposis är en fjärilsart som beskrevs av Dyar 1912. Erythroecia euposis ingår i släktet Erythroecia och familjen nattflyn. Inga underarter finns listade i Catalogue of Life.